# یواس‌اس سویرر (دی‌یی-۱۸۶)
یواس‌اس سویرر (دی‌یی-۱۸۶) (به انگلیسی: USS Swearer (DE-186)) یک کشتی بود که طول آن ۳۰۶ فوت (۹۳ متر) بود. این کشتی در سال ۱۹۴۳ ساخته شد.